# Mk 39五英吋艦炮
Mk 39五英吋艦炮為美國海軍在第二次世界大戰開發的五英吋高射、平射雙用型中口徑艦炮，原定用於替換Mk 12 5吋38倍徑砲，但是整體評價不佳，而且配備載台遭取消之因素，因此僅少量生產，戰後美軍開發了Mk 42艦砲取代了二戰期間開發的五吋炮。它在美海軍五吋炮家族中算是一款過渡型號，但它定義的新款五吋炮彈規格與54英吋炮管後來被持續沿用，為冷戰到現代以來美軍的主流規格。

## 簡介
1939年，美國海軍武備署開始探討替換現役的38倍徑五吋炮之計畫。武備署的最初構想有三種規格：6英吋、5英吋、4.5英吋。1940年1月，武備署決定沿用現有的五英吋炮尺寸，延長炮管、改進性能作為新型高平兩用砲。
美軍開發的54倍徑五吋炮管制式編號Mk 16／54倍徑（5-inch/54-caliber Mark 16），其製造技術並非承襲既有存在的51倍徑五吋炮，而是由6吋47倍徑艦炮減小口徑，使用自緊冷鍛炮身工藝技術，因此雖然炮管長度增長，但是炮管使用壽命與重量均較同期開發的中口徑艦炮更為優秀。Mk 39的砲塔為密閉式的四方型炮塔，炮塔為19公厘厚的鋼板打造，火炮炮組有16人，其中6人在甲板下的彈藥庫送彈、10人在炮塔內操炮。火炮的彈藥與操炮動線設計與Mk 12相同，半定裝式炮彈分裝為發射藥桶、炮彈，各自由上彈機移動至砲塔內部，再由人力組裝，搬運送入半自動上彈機，並經由射控系統指揮或砲塔內炮長瞄準擊發。
但是與前一代五吋炮相比，Mk 39使用了體積更大的炮彈去換取更優秀的射擊效果。Mk 12的發射藥藥筒尺寸為127 x 679公厘，重5.58公斤，Mk 39的發射藥筒尺寸則是127 x 836公厘，重5.91公斤。此外為了配合新的發射藥筒，它運用的Mk 41砲彈重量也隨之增長，在完成引信、彈藥、發射藥筒組合後，Mk 39艦炮射擊的五吋炮彈1枚全重將近39公斤，較前代五吋炮彈的31.5公斤重了快30%，但火炮炮組編制沒有調整或增編，這使得炮組人員疲勞累積的速度也隨之加快。這使得該炮在實用評價上不如既有型號。
原定第一艘配備此型火炮的軍艦是蒙大拿級戰艦，但是其建造計畫在1943年取消，同時取消的還有其雙連裝版本的Mk 40艦炮，火炮雖然已經完成生產，但要到1945年中途島號航空母艦下水後才配備在該級艦上，這使得此型火炮在二戰中並無使用的機會。在當時面對的防空戰況來說，Mk 39已可滿足航艦對空火網的需求，但是隨著航空母艦改造工程的進行，船隻噸位被挪用於配合更大且更重的艦載戰鬥機，原本安裝在航空母艦上的中口徑艦炮因為不適應噴射機時代的艦隊防空而被陸續拆除，但美軍仍使用它到1977年。
除了美軍航艦外，日本海上自衛隊在1950年代建造的第一代護衛艦是向美國採購配備了本型炮，但是為了適應中小型艦艇運用因此減輕火炮整體重量，包括炮塔外罩替換為厚6公厘的高張力鋼板，彈藥庫也被縮小容積，僅能儲存330發炮彈。日本配備的Mk 39也因應時代進步，火炮射控是搭配1950年代發展的AN/SPG-34照明雷達的Mk 57射控系統，這是它和美國版本最為不同的部分。

## 配備軍艦
- 蒙大拿級戰艦（取消）
- 中途島級航空母艦（1977——1980年拆除）
- 村雨級護衛艦 (一代)
- 秋月級護衛艦 (1959年)